# NGC 7232B
NGC 7232B (другие обозначения — PGC 68443, ESO 289-9) — галактика в созвездии Журавль.
Этот объект не входит в число перечисленных в оригинальной редакции «Нового общего каталога» и был добавлен позднее.